# 奥斯卡·王尔德纪念雕塑
奥斯卡·王尔德纪念雕塑（Oscar Wilde Memorial Sculpture）是爱尔兰都柏林的梅瑞恩广场的一组三座雕像，纪念爱尔兰诗人和剧作家奥斯卡·王尔德。这组雕塑于1997年揭幕，由丹尼·奥斯本设计和制作。

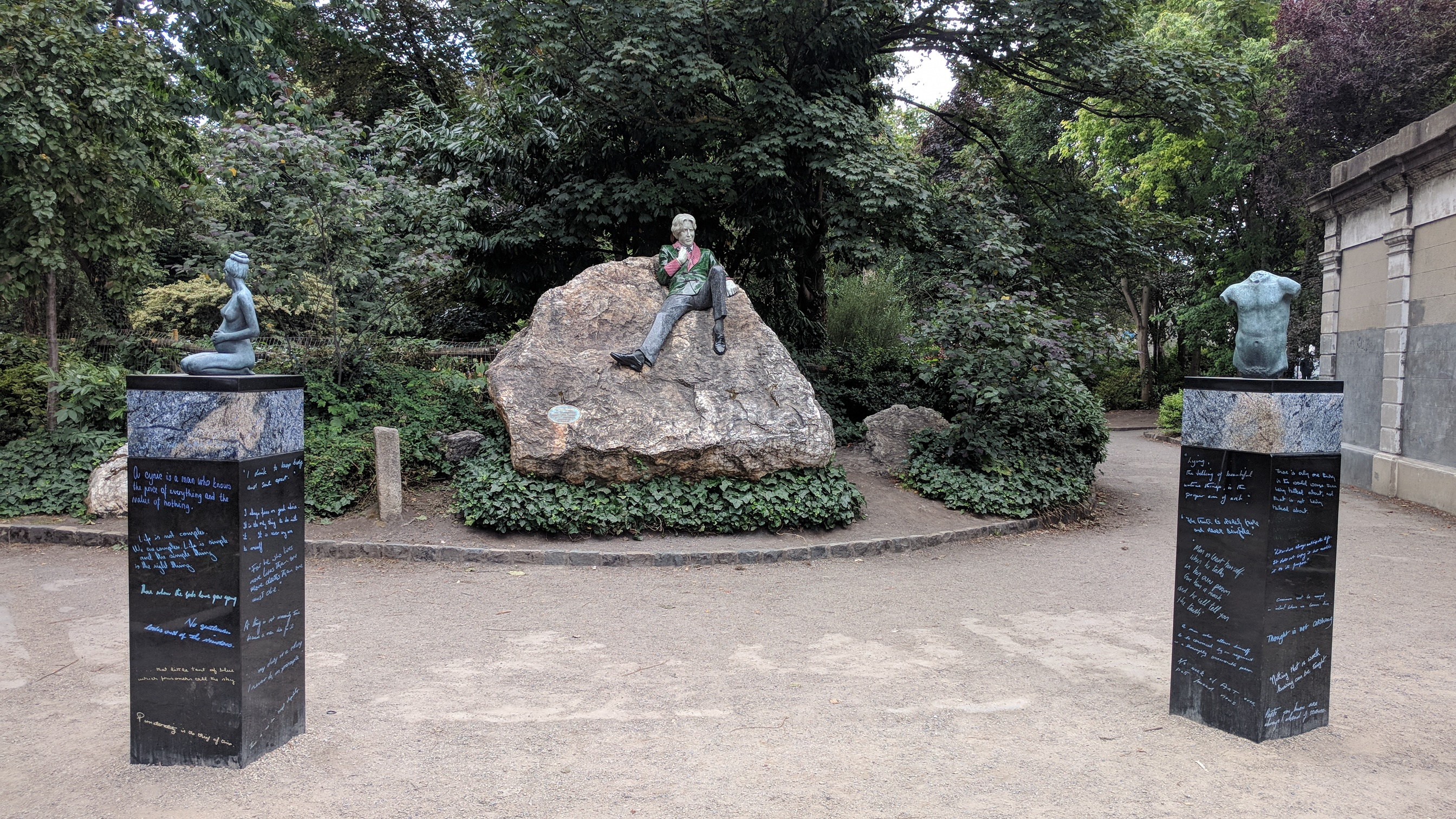